# Mark Ferber
Mark Ferber (Oakland (Californië), 18 januari 1975) is een Amerikaanse jazzdrummer.

## Biografie
Ferber groeide op in Moraga, Californië en leerde al vroeg piano spelen, voordat hij overstapte op drums. Hij studeerde af aan de University of California, Los Angeles, met een bachelordiploma in geografie.
Hij nam regelmatig op als sideman en was freelance zowel aan de West Coast als in New York. In Los Angeles speelde hij met Anthony Wilsons Organ Trio en Nonett, met het Billy Childs Chamber Ensemble, met Wadada Leo Smith en de saxofonist Bob Sheppard en in New York met Lee Konitz, Don Byron, Fred Hersch, Norah Jones, Steve Swallow en Jack Wilkins. Ferber speelde in de jaren 2010 o.a. in de band This Against That van Ralph Alessi en in het trio en kwintet van Jonathan Kreisberg. Hij werkte ook samen met Mike Holober (Hiding Out, 2019), David Smith, Nicolas Masson, Anna Webber (Rectangles, 2020) en rond de muziekcoöperatie Brooklyn Jazz Underground.
Hij geeft les aan het City College of New York en de School of Improvisational Music (SIM) in New York, evenals aan workshops in de Verenigde Staten en Europa.
Ferber is de tweelingbroer van jazztrombonist Alan Ferber, met wie hij ook speelt.